# Красноцветов, Михаил Григорьевич
Михаи́л Григо́рьевич Красноцве́тов (1885—1937) — священник Русской православной церкви.
Почитается Русской православной церковью в лике священномучеников. Память совершается 12 октября (по юлианскому календарю) в день мученической кончины.

## Биография
Родился 29 сентября 1885 года[по какому календарю?] в Калуге в семье диакона Григория Красноцветова. По окончании 1-го класса семинарии по собственному желанию он подал прошение об отчислении и поступил в Московскую частную классическую гимназию, а затем — на юридический факультет Московского императорского университета.
В 1907 году вступил в брак, в котором родилось шестеро детей. В 1909 году поступил на службу во Владимирской губернии: сначала был народным учителем, затем участковым земским страховым агентом. При Временном правительстве избран мировым судьёй, обязанности которого нёс до 1920 года. Во время Гражданской войны семья Красноцветовых перебралась в Сибирь.
В конце 1921 года Михаил Красноцветов принял решение стать священнослужителем. 4 ноября 1921 года епископ Тобольский и Сибирский Николай (Покровский) рукоположил его во диакона, а 6 ноября — во пресвитера. Несмотря на временное присоединение к возникшему обновленчеству, спустя несколько месяцев, осознав раскольнический характер этого движения, порвал с ним. Имеются сведения, что власти в 1927 году пытались завербовать его в осведомители, но он отказался.

## Преследование, аресты и заключения, мученическая кончина
19 марта 1927 года последовал арест по обвинению «в агитации в направлении помощи международной буржуазии». В заключении находился один месяц, был выпущен на свободу под подписку о невыезде. В 1929 году Покровскую церковь села Аромашево Ишимского округа, где он служил в то время, закрыли, а отца Михаила «раскулачили» с конфискацией дома и имущества.
21 марта 1931 года последовал второй арест по обвинению в контрреволюционной агитации. Виновным в предъявленном обвинении Михаил Красноцветов себя не признал. В показаниях он утверждал, что как священник проповедовал исключительно нравственные принципы христианства, не выходя за рамки евангельского учения. Был приговорён к заключению в Вишерском исправительно-трудовом лагере сроком на пять лет. Освобождён из лагеря в апреле 1935 года и до 29 марта 1936 года отбывал срок в ссылке. Затем проживал с семьёй в Тюмени, где служил псаломщиком во Всехсвятской кладбищенской церкви.
Арестован 5 июля 1937 года по обвинению в антисоветской пропаганде. В ходе следствия был дважды допрошен, виновным в предъявленном обвинении себя не признал. Личная подпись отца Михаила под протоколом второго допроса от 19 июля разительно отличается от подписи под протоколом первого допроса от 6 июля. Это позволяет сделать предположение, что, добиваясь признательных показаний, следователи применяли к нему меры физического воздействия.
В письмах семье отец Михаил писал, что он никогда не оставит служение, что шаг, который он сделал, стал его настоящим выбором.
10 октября 1937 года на основании показаний свидетелей и обвиняемых священник Михаил Красноцветов был приговорён к расстрелу. Приговор приведён в исполнение 12 октября 1937 года. Был реабилитирован посмертно в 1957 году.

## Причисление к лику святых
29 декабря 2021 года Священный синод Русской православной церкви постановил включить имя священника Михаила Красноцветова в поименный список Собора новомучеников и исповедников Церкви Русской (журнал № 111). Прославление отца Михаила в лике святых состоялось 7 апреля 2022 года за Божественной литургией в кафедральном соборном храме Христа Спасителя в Москве. Память священномученика Михаила Красноцветова будет совершаться 12 октября (29 сентября), в день его мученической кончины.